# Вроцлавське воєводство (1975–1998)
Вроцлавське воєводство (пол. województwo wrocławskie) — адміністративно-територіальна одиниця Польщі найвищого рівня, яка існувала у 1975—1998 роках.
Являло собою одну з 49 основних одиниць адміністративного поділу Польщі, які були скасовані в результаті адміністративної реформи Польщі 1998 року.
Займало площу 6 287 км². Адміністративним центром воєводства було місто Вроцлав. Після адміністративної реформи воєводство припинило своє існування і його територія повністю відійшла до новоствореного Нижньосілезького воєводства.

## Воєводи
| № | Воєвода               | Період          | Період         |
| № | Воєвода               | від             | до             |
| - | --------------------- | --------------- | -------------- |
| 1 | Збігнєв Надратовський | 1 червня 1975   | 28 січня 1979  |
| 2 | Януш Овчарек          | 28 січня 1979   | 22 травня 1990 |
| 3 | Яніслав Мушинський    | 12 липня 1990   | 22 квітня 1991 |
| 4 | Мирослав Ясінський    | 20 травня 1991  | 4 грудня 1991  |
| 4 | Мирослав Ясінський    | 15 січня 1992   | 25 червня 1992 |
| 5 | Януш Залеський        | 30 вересня 1992 | 8 січня 1998   |
| 6 | Вітольд Крохмаль      | 9 січня 1998    | 31 грудня 1998 |

## Районні адміністрації
- Районна адміністрація в Міличі для гмін Цешкув, Крошніце та Мілич
- Районна адміністрація в Олесниці для гмін Берутув, Доброшице, Олесниця, Твардоґура та міста Олесниця
- Районна адміністрація в Олаві для гмін Борув, Доманюв, Єльч-Лясковіце, Кондратовіце, Олава, Стшелін, Вйонзув та міста Олава
- Районна адміністрація у Тшебниці для гмін Оборники-Шльонські, Прусіце, Тшебниця, Завоня та Жміґруд
- Районна адміністрація у Волуві для гмін Бжег-Дольний, Вінсько та Волув
- Районна адміністрація у Вроцлаві для гмін Черниця, Длуґоленка, Йорданув-Шльонський, Конти-Вроцлавські, Кобежице, Костомлоти, Лагевники, Мальчице, Меткув, М'єнкіня, Собутка, Шрода-Шльонська, Швєнта-Катажина, Вішня-Мала, Журавіна та міста Вроцлав.

## Найбільші міста
Чискльність населення на 31.12.1998
- Вроцлав – 637 877
- Олесниця – 38 913
- Олава – 31 911
- Єльч-Лясковіце – 15 601
- Бжег-Дольний – 13 715
- Стшелін – 13 264
- Мілич – 12 593
- Волув – 12 344
- Тшебниця – 12 259
- Сьрода-Шльонська – 9 236

## Населення
| Рік         | 1975     | 1980     | 1985     | 1990     | 1995     | 1998     |
| Чисельність | 1025 700 | 1076 200 | 1113 900 | 1128 800 | 1137 700 | 1136 700 |